# صلصة العنبة
مَرَقُ العَنْبَة وقد تُطلَق العَنْبَة ويراد بها مرقها وهي حارة وسائلة تستخرج من الأنبج (ويسمى أيضا العَنْب) وأكثر ما يعرف بها الطبخ العراقي، وهي أيضا من طعام أهل الهند ويسميها أهل الخليج العربي أجار المنجا.[تحقق من المصدر] مكونات مرق العنبة هي الأنبج، ملح، خل، كركم، بهارات حلبة حارة مطحونة. تؤكل العنبة وحدها وأحيانا تضاف إلى الصمون سندويشات الفلافل أو الشاورما. ظهرت العنبة أول مرة في بغداد وانتشرت في الهند والخليج وتعد العنبة من أبرز مكونات المطبخ العراقي.[بحاجة لمصدر]